# Siikajoki
Siikajoki är en kommun i landskapet Norra Österbotten i Finland. Siikajoki har 5 028 invånare och har en yta på 1 653,96 km², varav 1 051,43 km² är landområden.
Grannkommuner är Karlö, Limingo, Lumijoki, Brahestad och Siikalatva.
Siikajoki är enspråkigt finskt.

## Administrativ historik
Kommunerna Siikajoki och Ruukki sammanslogs den 1 januari 2007 till den nya kommunen Siikajoki. Siikajoki hade före sammanslagningen 1 326 invånare (per 31.12.2006) och hade en yta på 280,58 km², varav  279,27 km² var landområden.

## Tätorter
Vid Statistikcentralens tätortsavgränsning den 31 december 2021 fanns fyra tätorter inom Siikajoki kommuns område:
| Nr | Tätort        | Folkmängd |
| -- | ------------- | --------- |
| 1  | Ruukki        | 1 149     |
| 2  | Siikajoenkylä | 439       |
| 3  | Paavola       | 416       |
| 4  | Revonlahti    | 407       |

## Styre och politik

### Mandatfördelning i Siikajoki kommun, valen 1976–2021
| 1 | 3 | 2 | 10 | 1 |

| 1 | 2 | 2 | 10 | 2 |

| 1 | 3 | 2 | 10 | 1 |

| 1 | 1 | 1 | 1 | 11 | 2 |

| 1 | 3 | 1 | 11 | 1 |

| 3 | 13 | 1 |

| 3 | 12 | 2 |

| 3 | 12 | 2 |

| 12 | 5 |

| 3 | 2 | 2 | 17 | 3 |

| 18 | 9 |

| 2 | 2 | 3 | 17 | 3 |

| 16 | 11 |

| 3 | 2 | 2 | 17 | 3 |

| 17 | 10 |

| 2 | 3 | 4 | 16 | 2 |

| 17 | 10 |

### Vänorter
Siikajoki har inga vänorter.

## Befolkning

### Befolkningsutveckling
| Befolkningsutvecklingen i Siikajoki kommun 1975–2020                                                         | Befolkningsutvecklingen i Siikajoki kommun 1975–2020 | Befolkningsutvecklingen i Siikajoki kommun 1975–2020 | Befolkningsutvecklingen i Siikajoki kommun 1975–2020 | Befolkningsutvecklingen i Siikajoki kommun 1975–2020 |
| --- | ---------------------------------------------------- | ---------------------------------------------------- | ---------------------------------------------------- | ---------------------------------------------------- |
| |                                                      |                                                      |                                                      |                                                      |
| År |                                                      |                                                      | Folkmängd                                            |                                                      |
| 1975 | 1975                                                 |                                                      | 6 351                                                |                                                      |
| 1980 | 1980                                                 |                                                      | 6 122                                                |                                                      |
| 1985 | 1985                                                 |                                                      | 6 419                                                |                                                      |
| 1990 | 1990                                                 |                                                      | 6 583                                                |                                                      |
| 1995 | 1995                                                 |                                                      | 6 507                                                |                                                      |
| 2000 | 2000                                                 |                                                      | 6 061                                                |                                                      |
| 2005 | 2005                                                 |                                                      | 5 808                                                |                                                      |
| 2010 | 2010                                                 |                                                      | 5 682                                                |                                                      |
| 2015 | 2015                                                 |                                                      | 5 466                                                |                                                      |
| 2020 | 2020                                                 |                                                      | 5 034                                                |                                                      |
| Anm: Uppgifterna avser förhållandena den 31 december nämnda år enligt områdesindelningen den 1 januari 2022. |                                                      |                                                      |                                                      |                                                      |

### Språk
Befolkningen efter språk (modersmål) den 31 december 2021. Finska, svenska och samiska räknas som inhemska språk då de har officiell status i landet. Resten av språken räknas som främmande. För språk med färre än 10 talare är siffran dold av Statistikcentralen på grund av sekretesskäl.
| Språk                        | Talare 2021-12-31 | Talare 2021-12-31 |
| Språk                        | Antal             | Andel (%)         |
| ---------------------------- | ----------------- | ----------------- |
| Hela befolkningen            | 5 028             | 100,0             |
| Inhemska språk totalt        | 4 945             | 98,3              |
| Finska                       | 4 942             | 98,3              |
| Svenska                      | 3                 | 0,1               |
| Främmande språk totalt       | 83                | 1,7               |
| Estniska                     | 13                | 0,3               |
| Ryska                        | 10                | 0,2               |
| Språk med färre än 10 talare | 60                | 1,2               |

|  | Finska (98,3 %) |

|  | Svenska (0,1 %) |

|  | Främmande språk (1,6 %) |

|  | Finska (98,3 %) |

|  | Svenska (0,1 %) |

|  | Främmande språk (1,6 %) |